# Chaville
Chaville é uma comuna francesa na região administrativa de Île-de-France, no departamento de Hauts-de-Seine. Estende-se por uma área de 3,55 km². Em 2010 a comuna tinha 21 012 habitantes (densidade: 5 918,9 hab./km²).
Chaville tem a particularidade de se dispor de um patrimônio ecológico notável: metade de seu território é ocupado pelas florestas dominiais de Meudon e Fausses-Reposes, herança das caças dos reis da França.
Chaville obteve o nível "trois fleurs" ("três flores") no Concurso das cidades e aldeias floridas.
Chaville faz parte da Metrópole da Grande Paris e do estabelecimento público territorial Grand Paris Seine Ouest (GPSO).

## Geografia

### Comunas limítrofes
Chaville é limítrofe ao noroeste de Ville-d'Avray, ao norte de Sèvres, ao oeste de Viroflay, ao leste de Meudon e ao sul de Vélizy-Villacoublay.

## Toponímia
Cativilla em 1129, Chavilla em 1459, Calida Villa, Ville chat.

## História
No século IX , o bispo de Paris, Ichad ou Inchadus cria uma aldeia chamada Inchadivilla para a recuperação de pacientes do Hôtel-Dieu. Progressivamente, o nome evoluiu e se transformou em Chadivilla, Cativilla e finalmente Chaville.
Em 1654, o secretário do rei chanceler da França Michel Le Tellier era o senhor de Chaville e de Viroflay. Seu filho, Louvois, Ministro da Guerra de Luís XIV construiu em Chaville um sublime castelo inspirado no Versalhes de Luís XIII. Ele substitui um dos três antigos castelos feudais. O imenso domínio com lagos, jatos de água, comuns, reservatórios, floresta transbordava na atual comuna de Viroflay, onde se praticava a pecuária (no "parc aux vaches", que se tornou "haras royal" depois quartier du Haras).
Em 21 de janeiro de 1696, Luís XIV adquiriu essa terra para seu filho mais velho, o grande Delfim.
Na Revolução, o castelo foi vendido a um empreiteiro que o destruiu e vendeu as pedras. Algumas das pedras foram usadas para construir a casa do prefeito Fremin, tornada agora a atual prefeitura.
A cidade decolou durante a construção da Grande Estrada, que ligava Paris ao Palácio de Versalhes, com o desenvolvimento de novas atividades (abrigo de cavalos, albergues ...)
Esta grande estrada também permitiu aos Chavillois de participar em muitos eventos nacionais: a marcha revolucionária dos parisienses em Versalhes e o retorno da família real a Paris em 5 e 6 de outubro de 1789, o cerco de Paris pelos prussianos durante a guerra de 1870-1871, a passagem da segunda divisão blindada em rota para liberar a capital da ocupação alemã em 24 de agosto de 1944.

## Demografia
| 1793 | 1800 | 1806 | 1821 | 1831  | 1836  | 1841  | 1846  | 1851  |
| ---- | ---- | ---- | ---- | ----- | ----- | ----- | ----- | ----- |
| 537  | 537  | 650  | 794  | 1 385 | 1 526 | 1 562 | 1 770 | 1 806 |

| 1856  | 1861  | 1866  | 1872  | 1876  | 1881  | 1886  | 1891  | 1896  |
| ----- | ----- | ----- | ----- | ----- | ----- | ----- | ----- | ----- |
| 1 822 | 2 330 | 2 543 | 2 310 | 2 361 | 2 564 | 2 924 | 2 842 | 3 028 |

| 1901  | 1906  | 1911  | 1921  | 1926  | 1931   | 1936   | 1946   | 1954   |
| ----- | ----- | ----- | ----- | ----- | ------ | ------ | ------ | ------ |
| 3 633 | 3 758 | 4 321 | 6 465 | 8 727 | 10 948 | 12 474 | 13 226 | 14 508 |

| 1962 | 1968   | 1975   | 1982   | 1990   | 1999   | - | - | - |
| --- | ------ | ------ | ------ | ------ | ------ | - | - | - |
| 16 787 | 17 476 | 19 086 | 17 914 | 17 784 | 17 966 | - | - | - |
| Para os censos de 1962 a 2006 a população legal corresponde à popolução sem duplicidades, segundo define o INSEE. |        |        |        |        |        |   |   |   |

## Geminação
Chaville é geminada com quatro comunas:
- Barnet (Reino Unido) desde 1959.
- Alsfeld (Alemanha) desde 1974.
- Thanh Hoa (Vietnam) desde 1977.
- Settimo Torinese (Itália) desde 1995.

## Cultura local e patrimônio

### Locais e monumentos
- A igreja Notre-Dame-de-Lourdes
- O "rendez-vous de chasse", hoje prefeitura
- École des sœurs de Saint-Thomas de Villeneuve
- Estátua de Notre-Dame du Bon Repos
- Bois de Meudon e Viroflay
- Étang d'Ursine
- Bois de Fausses-Reposes

### Personalidades ligadas à comuna
- Philippe Soupault (1897-1990), escritor francês.
- Audouin Dollfus (1924-2010), astrônomo, aeronauta.
- Peter Handke (1942), escritor, tradutor, cenarista e realizador austríaco[7].